# Gerres septemfasciatus
Gerres septemfasciatus is een straalvinnige vissensoort uit de familie van de mojarra's (Gerreidae). De wetenschappelijke naam van de soort is voor het eerst geldig gepubliceerd in 2009 door Liu & Yan.